# Diecezja Southwell i Nottingham
Diecezja Southwell i Nottingham (ang. Diocese of Southwell and Nottingham) – diecezja Kościoła Anglii w środkowej Anglii, w metropolii Yorku. Powstała w 1884 roku pod nazwą diecezja Southwell, zaś obecne granice uzyskała w 1927 roku. W 2005 do nazwy zostało dopisane Nottingham, będące największym miastem diecezji i zarazem źródłem nazwy hrabstwa Nottinghamshire, stanowiącego większość jej terytorium. Mimo tych zmian zarówno katedra diecezjalna, jak i kuria biskupia, nadal znajdują się w miasteczku Southwell. 
Na czele diecezji stoi biskup diecezjalny, tytułowany biskupem Southwell i Nottingham. Wspiera go biskup pomocniczy z tytułem biskupa Sherwood. Ponadto w zarządzie diecezją bierze udział dwóch archidiakonów. 